# Daredevil: Diablo Guardián
"Daredevil: Diablo Guardián" es un arco argumental de 8 números de la colección Daredevil del sello Marvel Knights publicado por Marvel Comics en Daredevil (vol. 2) #1-#8. En la historia Daredevil deberá proteger a un bebé que podría ser tanto el Mesías como el Anticristo. Los capítulos fueron escritos por el cineasta Kevin Smith e ilustrados por Joe Quesada y el entintador Jimmy Palmiotti. La historia trata temas fuertemente arraigados al catolicismo, que surgen de experiencias personales del propio Kevin Smith.

## Resumen
El interés amoroso de Daredevil, Karen Page, rompe con el héroe debido a los sentimientos confusos que la atenazan. Enfadado y con el corazón roto, Daredevil se refugia en su fe católica en busca de apoyo.
Una niña de 15 años que conoce la identidad secreta del héroe (Matt Murdock) deja a su bebé con Daredevil, tras declarar que había dado a luz al bebé sin haber mantenido relaciones sexuales previamente. Mientras intenta investigar acerca del origen del bebé, un hombre llamado Nicholas Macabes contacta con Matt, para decirle que el infante es el Anticristo y dejarle un pequeño crucifijo.
Karen visita a Daredevil y le revela que tiene VIH debido a su pasado de actriz porno. Su compañero Foggy Nelson es acusado de matar a una rica divorciada con la que estaba teniendo una aventura, después de que aparentemente se convirtiera en un demonio. Rosalynd Sharpe, que es la madre de Foggy y jefa de la firma de abogados donde trabajan ambos despide a Foggy. Matt se marcha de la agencia enfadado. Daredevil pide ayuda a la Viuda Negra (personaje), pero acaba atacándola convencido de que Macabes decía la verdad. Daredevil lanza al bebe de un tejado, pero Viuda Negra lo salva.
Daredevil habla con Karen. Macabes contactó con ella, y afirmó que el responsable de que adquiriera VIH era el bebé. Daredevil pide al Doctor Extraño ayuda. Extraño explica a Daredevil que la cruz que le dio Macabes estaba contaminada con una droga que alteraba su comportamiento, provocando que se comportara de manera hostil cada vez que se mencionaba la inocencia del bebé, revelando la causa del ataque a la Viuda Negra. Luego Extraño limpia de droga el cuerpo de Daredevil.
Tras invocar a Mefisto (personaje) en busca de información, descubren que la iglesia donde habían escondido el bebé está siendo atacada. Daredevil se enfrenta a Bullseye (Marvel Comics) después de que este último haya asesinado bastantes monjas. Sin embargo, Bullseye derrota a Daredevil, mata a Karen y roba el bebé.
Después de apuntarse a la cabeza con una pistola, Daredevil ataca la base de Macabes hasta llegar a su despacho, donde Macabes se revela como Mysterio. Un año antes se diagnosticó a Mysterio un tumor cerebral intratable, por lo que decidió dedicar sus últimos días a preparar un enfrentamiento definitivo con su némesis, en el que al final moriría. Sin embargo, Spider-Man había sido sustituido por Ben Reilly, por lo que decidió centrar su atención en Daredevil.
Mysterio compró información sobre Daredevil a Kingpin, y comenzó a llevar a cabo su plan. Inseminó artificialmente a la chica embarazada, drogó a Foggy, falseó la transformación demoniaca y muerte de la divorciada, se disfrazó de doctor para diagnosticar falsamente a Karen y contrató a Bullseye. Mysterio creía que así iba a conseguir que Daredevil lo matara. Sin embargo, en vez de acabar con su vida Daredevil decide destruirlo verbalmente, acusándolo de falto de originalidad por copiar el plan de Kingpin de volverlo loco Born Again (cómic) y reutilizar viejos trucos que utilizó contra J. Jonah Jameson. Derrotado, Mysterio libera al bebé y se dispara a la cabeza haciendo referencia a Kraven el Cazador.
Tras mantener una conversación con Spider-Man, Daredevil se da cuenta de que el bebé representa positividad frente a la tragedia. Tras recuperar su fe y después de llamar al infante Karen lo da en adopción. Más tarde visita a la Viuda Negra en busca de perdón. Una vez Foggy es liberado, Matt y Foggy visitan su antigua oficina de abogados y Daredevil decide usar el dinero que le dejó Karen para reabrirla.